# Reprezentacja Lesotho w koszykówce mężczyzn
Reprezentacja Lesotho w koszykówce mężczyzn – drużyna, która reprezentuje Lesotho w koszykówce mężczyzn. Za jej funkcjonowanie odpowiedzialny jest krajowy związek koszykówki (Lesotho Basketball Association).
Nigdy nie zakwalifikowała się do turniejów głównych zawodach rangi mistrzowskiej, jak igrzyska olimpijskie, mistrzostwa świata i mistrzostwa Afryki. 
W swojej historii raz brała udział w zawodach rozgrywanych pod egidą Międzynarodowej Federacji Koszykówki – w 2005 roku uczestniczyła w eliminacjach do mistrzostw Afryki.